# Palazzo di Giustizia (Crotone)

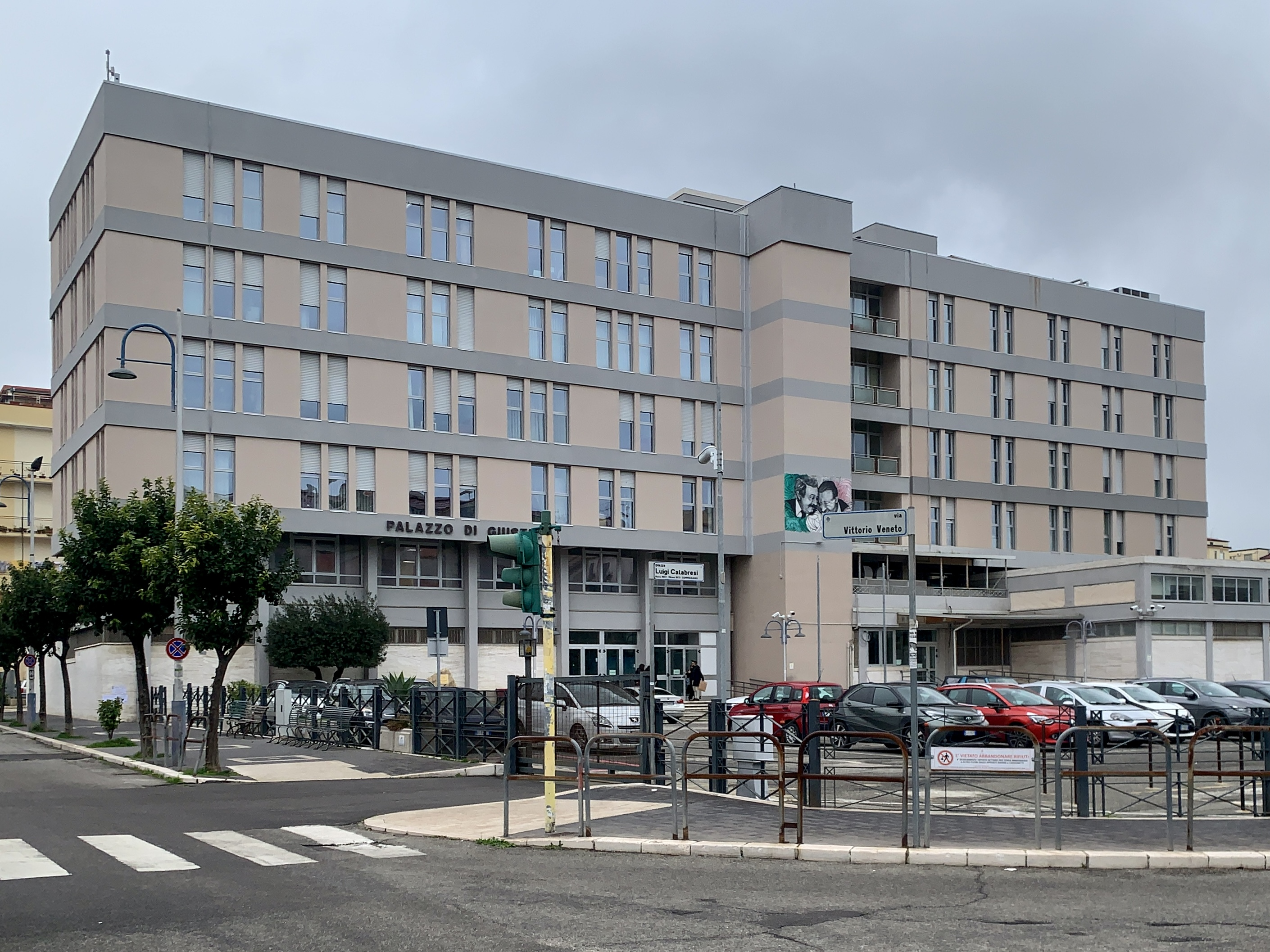
Palazzo di Giustizia in Crotone

Der Palazzo di Giustizia ist ein Palast aus den 1970er-Jahren im Zentrum von Crotone in der italienischen Region Kalabrien und beherbergt das Gericht der Procura della Repubblica. Er liegt an der Piazza Luigi Calabresi.

## Beschreibung
Das Gebäude bedeckt eine Gesamtfläche von etwa 2300 m² und hat fünf Vollgeschosse und ein Tiefgeschoss. Seit seinem Bau wurde es nicht wesentlich verändert.